# 꾸이년
꾸이년시(베트남어: Thành phố Quy Nhơn / 城舖歸仁) 또는 퀴논(영어: Qui Nhon)은 베트남 남중부 지방에 위치한 빈딘성의 성도로, 인구는 457,400명(2018년 기준)이다.

## 역사
11세기 참파 문화가 이 곳에서 전파되었으며 18세기 때 떠이선 왕조의 외항인 티나이 항이 건설되었다.
1405년 시작된 정화의 남해 원정 시에는 일곱 번째 기항지가 되었다.
1787년 떠이선 왕조의 초대 황제인 완문악(阮文岳)은 여기에서 즉위했다. 또한 떠이선 왕조가 멸망할 때는 응우옌 왕조의 시조인 완복영과 떠이선 왕조 세력 간의 격렬한 싸움이 펼쳐졌다.
1940년대 일본군이 주둔하던 시대에는 키논 또는 퀴논이라고 불렀다.

## 행정구역
꾸이년시는 다음 16개의 방(坊)과 5개의 사(社)로 구성된다.

### 방
- 부이티쑤언방 (Bùi Thị Xuân /裴氏春坊)
- 동다방 (Đống Đa /埬多坊)
- 겐랑방 (Ghềnh Ráng /景雲坊)
- 하이깡방 (Hải Cảng / 海港坊)
- 레홍혼방 (Lê Hồng Phong /黎鴻豐坊)
- 레러이방 (Lê Lợi / 黎利坊)
- 리트엉끼엣방 (Lý Thường Kiệt /李常傑坊)
- 응오마이방 (Ngô Mây /吳梅坊)
- 응우옌반꾸방 (Nguyễn Văn Cừ /阮文渠坊)
- 년빈방 (Nhơn Bình /仁平坊)
- 년푸방 (Nhơn Phú /仁富坊)
- 꽝쭝방 (Quang Trung / 光中坊)
- 티나이방 (Thị Nại /施耐坊)
- 쩐헝다오방 (Trần Hưng Đạo / 陳興道坊)
- 쩐푸방 (Trần Phú /陳富坊)
- 쩐꽝지에우방 (Trần Quang Diệu / 陳光耀坊)

### 사
- 년쩌우 사 (Nhơn Châu /仁洲社)
- 년하이 사 (Nhơn Hải /仁海社)
- 년호이 사 (Nhơn Hội /仁會社)
- 년리 사 (Nhơn Lý /仁理社)
- 프억미 사 (Phước Mỹ / 福美社)

## 기후
꾸이년은 건기와 우기 뚜렷한 두 계절을 가지고 있다. 건기는 3월에서 9월까지이며, 10월부터 우기에 접어들어 이듬해 2월까지는 비가 많이 오는 계절이다. 연평균 기온은 약 28도이다.
| 꾸이년의 기후                                 | 꾸이년의 기후 | 꾸이년의 기후 | 꾸이년의 기후 | 꾸이년의 기후 | 꾸이년의 기후 | 꾸이년의 기후 | 꾸이년의 기후 | 꾸이년의 기후 | 꾸이년의 기후 | 꾸이년의 기후 | 꾸이년의 기후 | 꾸이년의 기후 | 꾸이년의 기후   |
| 월                                            | 1월           | 2월           | 3월           | 4월           | 5월           | 6월           | 7월           | 8월           | 9월           | 10월          | 11월          | 12월          | 연간            |
| --------------------------------------------- | ------------- | ------------- | ------------- | ------------- | ------------- | ------------- | ------------- | ------------- | ------------- | ------------- | ------------- | ------------- | --------------- |
| 역대 최고 기온 °C (°F)                        | 34.6 (94.3)   | 37.9 (100.2)  | 39.8 (103.6)  | 42.1 (107.8)  | 41.7 (107.1)  | 41.4 (106.5)  | 42.1 (107.8)  | 40.9 (105.6)  | 39.0 (102.2)  | 37.3 (99.1)   | 34.6 (94.3)   | 33.0 (91.4)   | 42.1 (107.8)    |
| 일평균 최고 기온 °C (°F)                      | 26.6 (79.9)   | 27.7 (81.9)   | 29.3 (84.7)   | 31.3 (88.3)   | 33.1 (91.6)   | 34.2 (93.6)   | 34.3 (93.7)   | 34.3 (93.7)   | 32.8 (91.0)   | 30.2 (86.4)   | 28.3 (82.9)   | 26.7 (80.1)   | 30.7 (87.3)     |
| 일일 평균 기온 °C (°F)                        | 23.3 (73.9)   | 24.1 (75.4)   | 25.6 (78.1)   | 27.6 (81.7)   | 29.2 (84.6)   | 30.0 (86.0)   | 30.0 (86.0)   | 29.9 (85.8)   | 28.6 (83.5)   | 26.9 (80.4)   | 25.6 (78.1)   | 24.0 (75.2)   | 27.1 (80.8)     |
| 일평균 최저 기온 °C (°F)                      | 21.2 (70.2)   | 21.7 (71.1)   | 23.1 (73.6)   | 25.0 (77.0)   | 26.4 (79.5)   | 27.1 (80.8)   | 27.0 (80.6)   | 27.0 (80.6)   | 25.8 (78.4)   | 24.6 (76.3)   | 23.6 (74.5)   | 22.1 (71.8)   | 24.6 (76.3)     |
| 역대 최저 기온 °C (°F)                        | 15.2 (59.4)   | 15.7 (60.3)   | 15.8 (60.4)   | 19.4 (66.9)   | 19.1 (66.4)   | 21.7 (71.1)   | 20.6 (69.1)   | 20.7 (69.3)   | 20.5 (68.9)   | 17.9 (64.2)   | 15.0 (59.0)   | 15.5 (59.9)   | 15.0 (59.0)     |
| 평균 강우량 mm (인치)                         | 66.8 (2.63)   | 28.2 (1.11)   | 33.0 (1.30)   | 33.8 (1.33)   | 85.2 (3.35)   | 62.1 (2.44)   | 44.2 (1.74)   | 77.2 (3.04)   | 230.6 (9.08)  | 521.0 (20.51) | 464.3 (18.28) | 205.5 (8.09)  | 1,851.8 (72.91) |
| 평균 강우일수                                 | 13.6          | 6.6           | 5.4           | 4.7           | 8.6           | 7.8           | 7.2           | 9.5           | 15.7          | 21.4          | 21.9          | 19.1          | 141.4           |
| 평균 상대 습도 (%)                            | 80.9          | 81.6          | 82.5          | 82.2          | 79.5          | 73.5          | 71.7          | 70.8          | 77.8          | 82.5          | 83.2          | 81.8          | 79.0            |
| 평균 월간 일조시간                            | 154.8         | 187.4         | 237.7         | 261.4         | 273.2         | 248.2         | 249.4         | 235.7         | 199.3         | 163.1         | 123.2         | 111.4         | 2,444.6         |
| 출처 1: 베트남 과학기술양성연구소             |               |               |               |               |               |               |               |               |               |               |               |               |                 |
| 출처 2: The Yearbook of Indochina (1932-1933) |               |               |               |               |               |               |               |               |               |               |               |               |                 |

## 교통
- 푸깟 공항 - 호치민, 다낭 행 2개 노선이 취항.
- 베트남 철도 남북선 - 푸깟역, 지에우찌역.
- 지에우찌역에서 꾸이년 중심가까지 지선을 운행하고 있다.
- 티나이항

## 유명인
- 그자비에 르피숑, (1937–), 프랑스 지리물리학자

## 갤러리

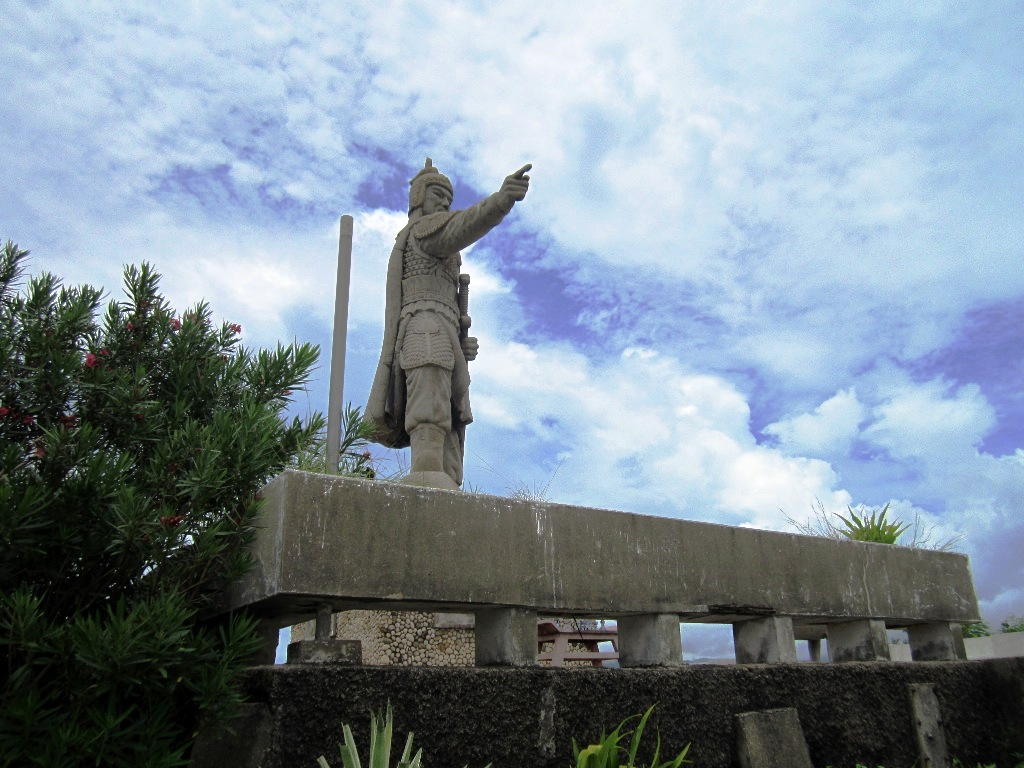
하이민에 있는 쩐헝다오 기념비
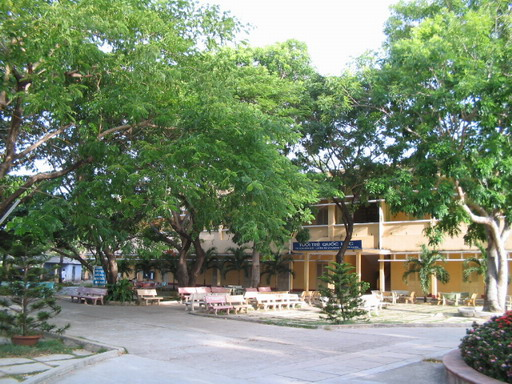
고등학교
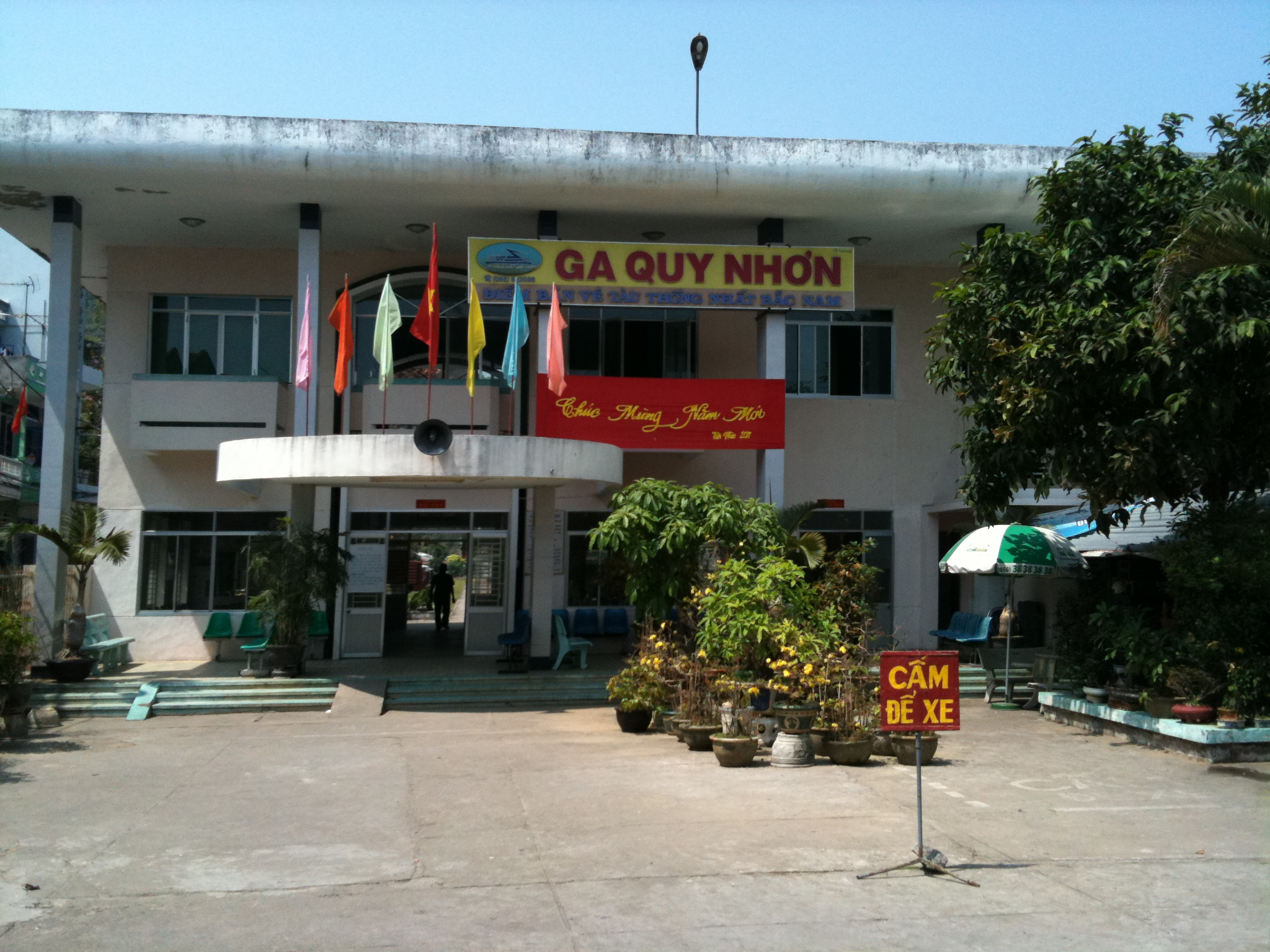
기차역
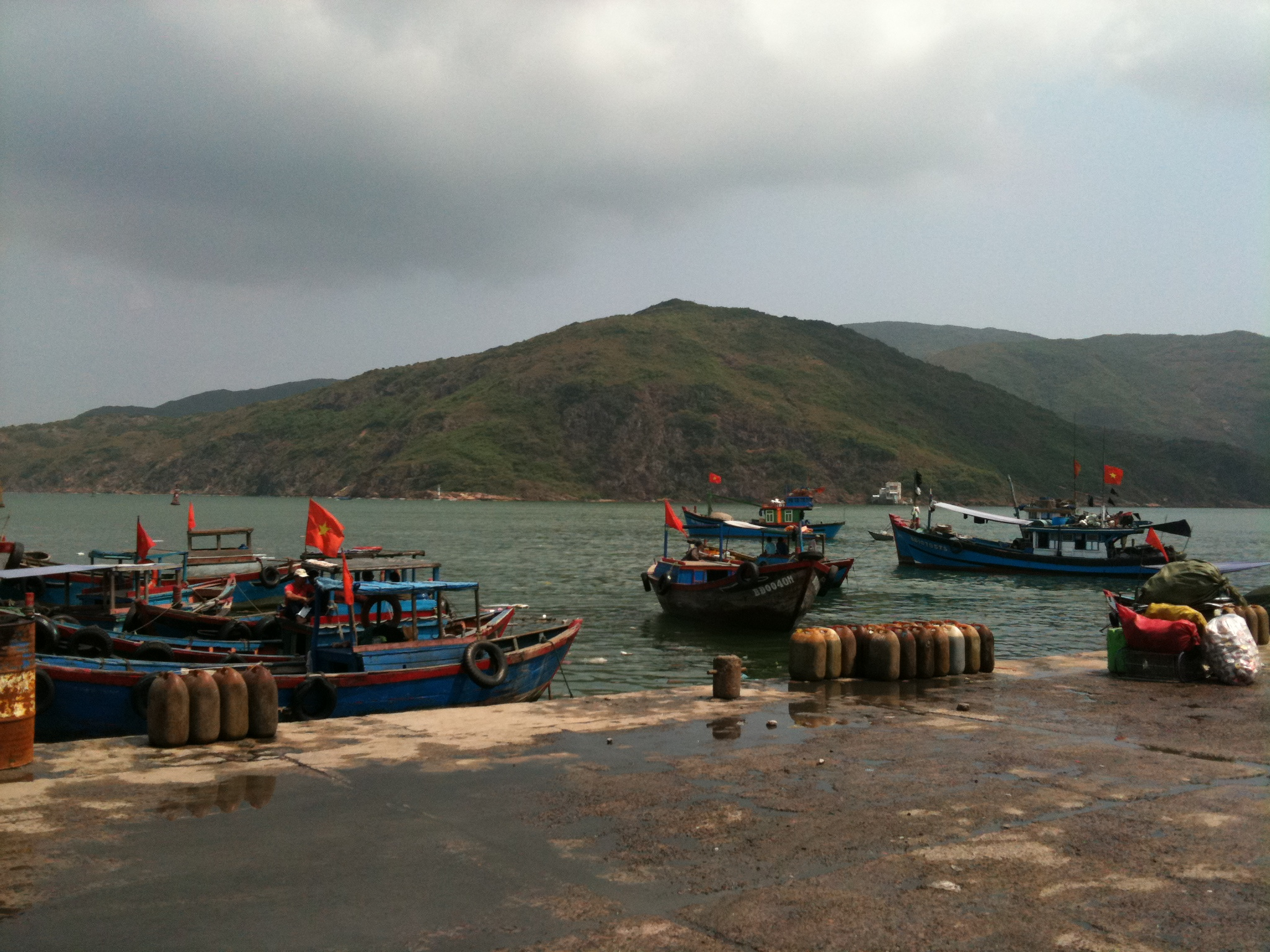
꾸이년 해변
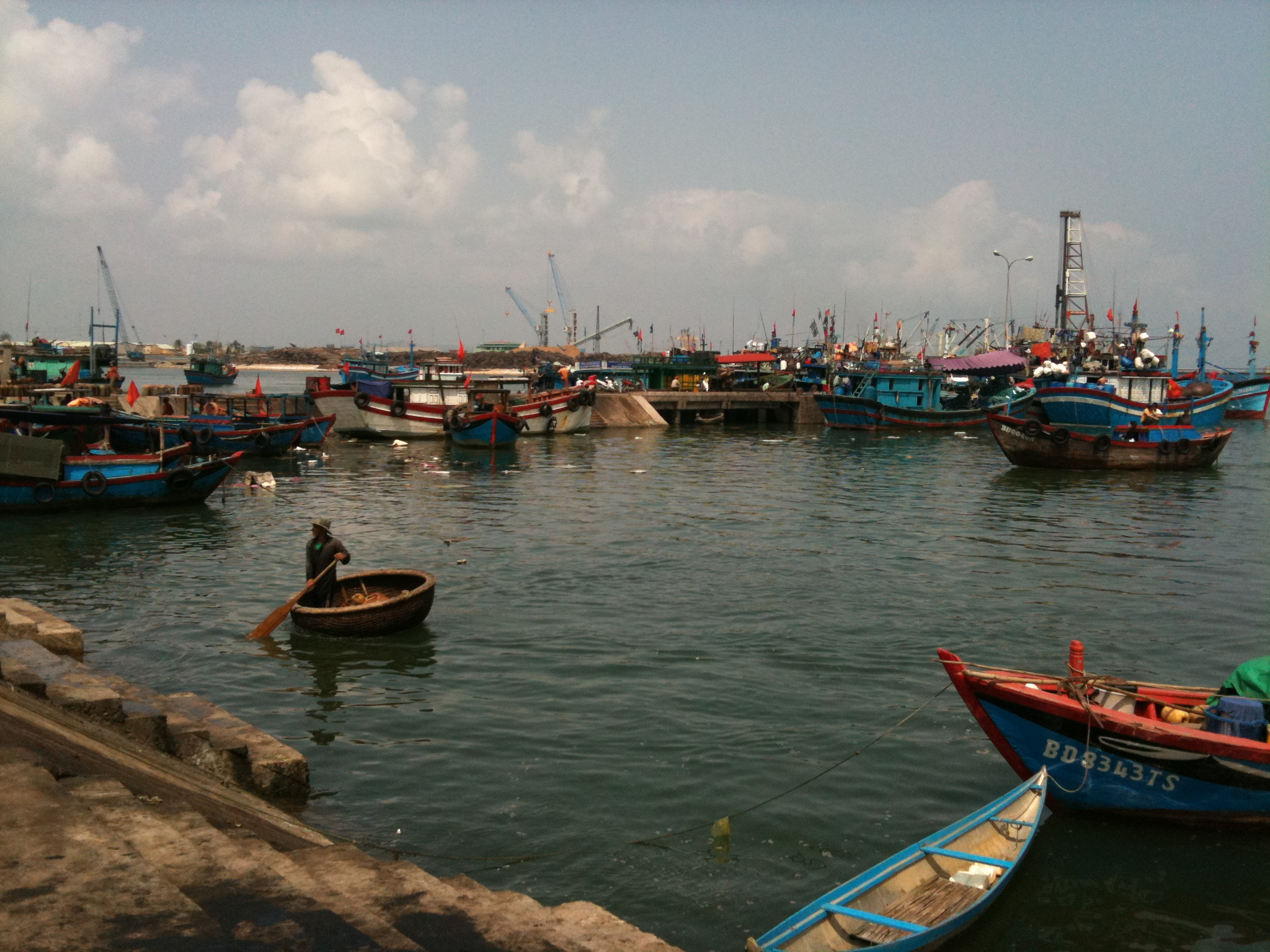
꾸이년의 항구
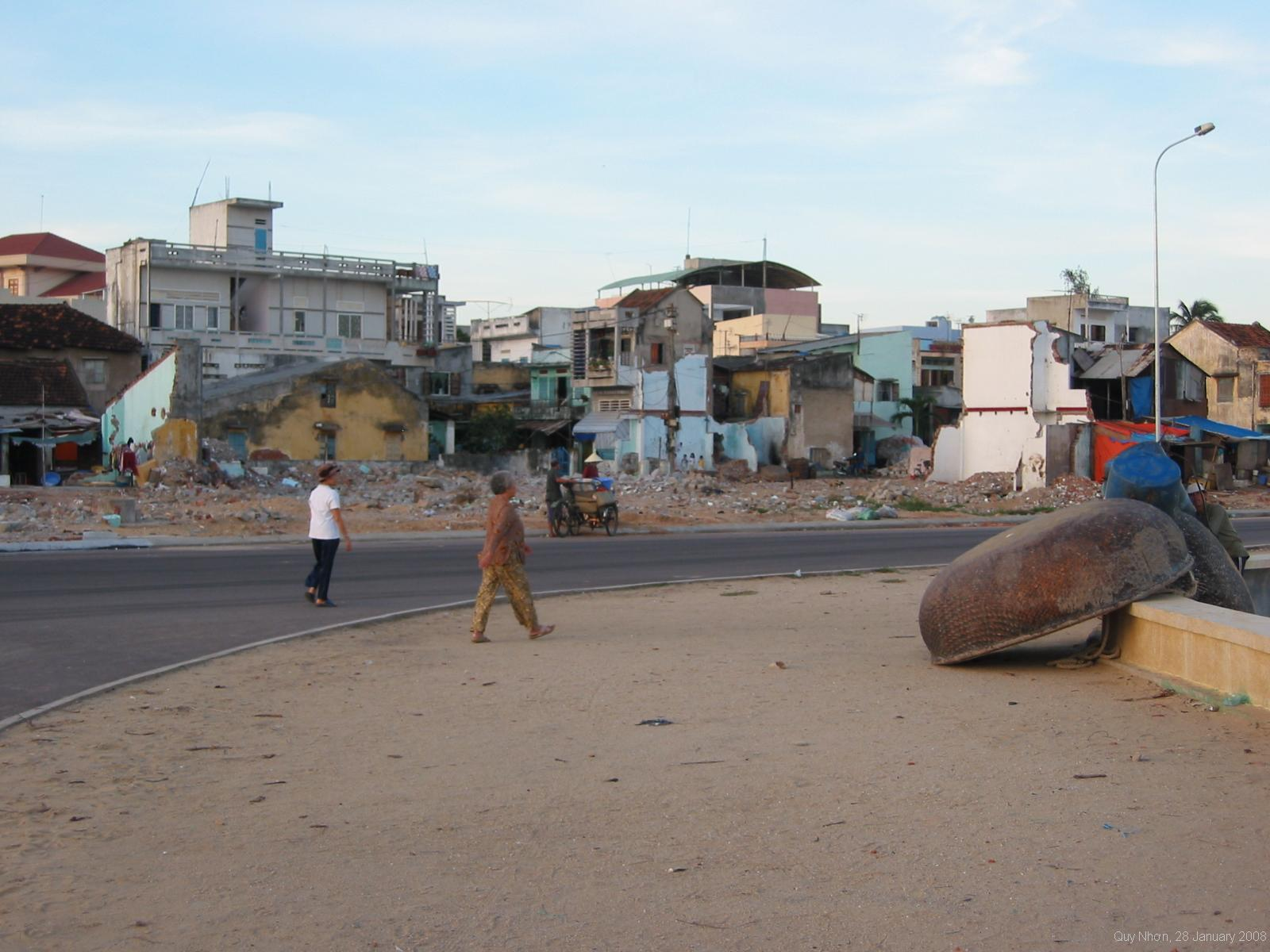
꾸이년
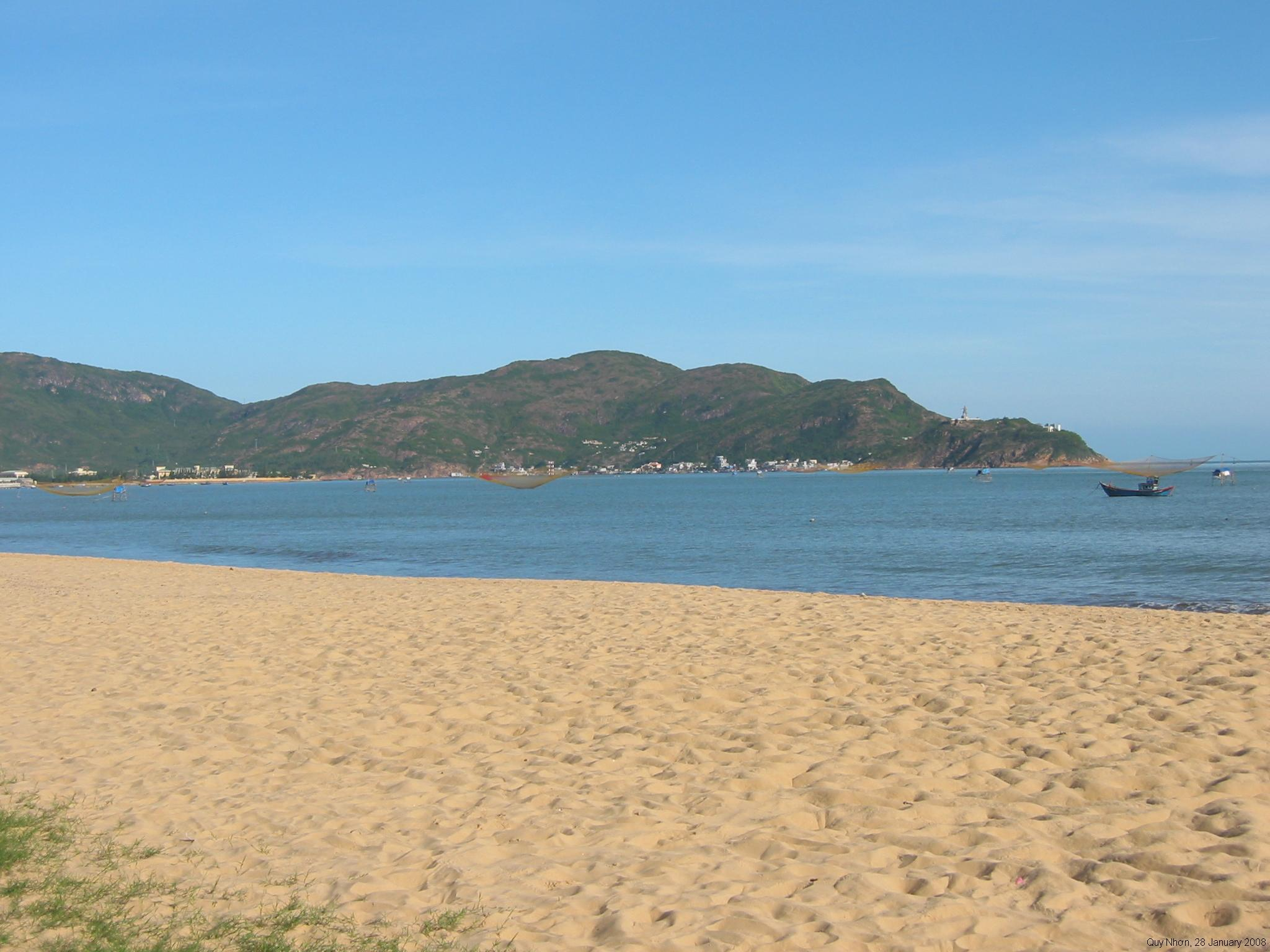
꾸이년 해변